# 岸和田駅
岸和田駅（きしわだえき）は、大阪府岸和田市宮本町にある、南海電気鉄道南海本線の駅。駅番号はNK24。岸和田市の中心駅で、「ラピートα」をのぞき全列車が停車する。

## 歴史

### 年表
- 1897年（明治30年）10月1日：南海鉄道が堺駅 - 佐野駅（現・泉佐野駅）間で開業した際に設置。
- 1929年（昭和4年）：初代駅舎の和歌山市駅寄り、昭和大通の正面に2代目駅舎が完成、供用開始。
- 1944年（昭和19年）6月1日：会社合併により近畿日本鉄道の駅となる。
- 1947年（昭和22年）6月1日：路線譲渡により南海電気鉄道の駅となる。
- 1968年（昭和43年）6月20日：貨物の取り扱いを廃止[1]。
- 1987年（昭和62年）10月20日：岸和田市内連続立体交差化工事着工[2]。
- 1989年（平成元年）4月1日：高架化工事のため、2代目駅舎の供用終了。
- 1992年（平成4年）5月17日：上り線のみ高架化[3]。
- 1994年（平成6年）7月6日：高架化完成。
- 1996年（平成8年）2月7日：岸和田駅前（東口）ロータリーが完成。バスターミナルを西口から東口に移設する[4]。
- 2012年（平成24年）4月1日 ：駅ナンバリングが導入され、使用を開始[5][6]。

### 鉄道唱歌
鉄道唱歌第5集（関西・参宮・南海篇、1900年（明治33年）作詞）58番の歌詞にて、当駅が登場する。
貝塚いでしかひありて はや岸和田の城の跡 こゝは大津かいざゝらば おりて信太の楠も見ん

## 駅構造

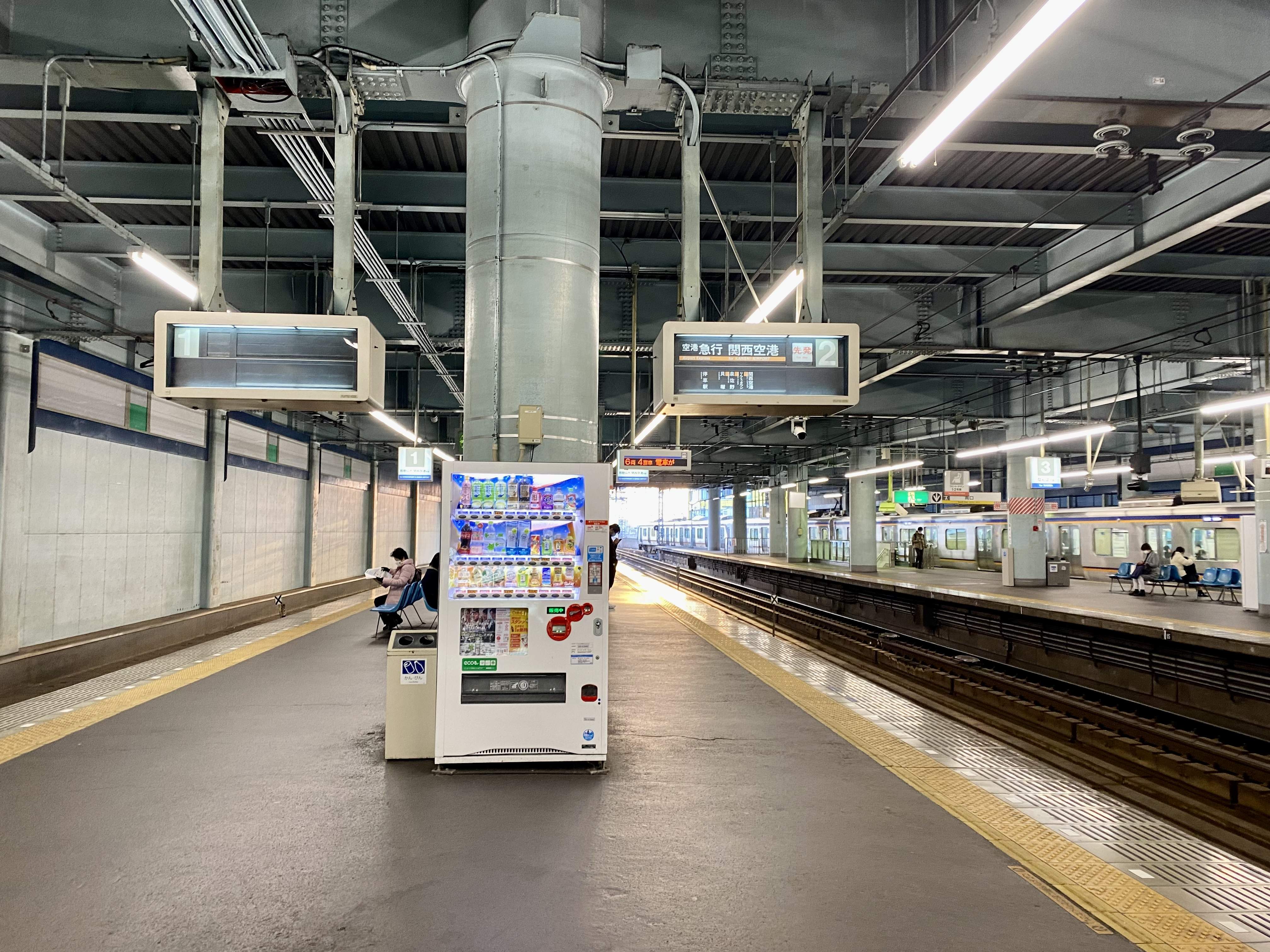
ホーム

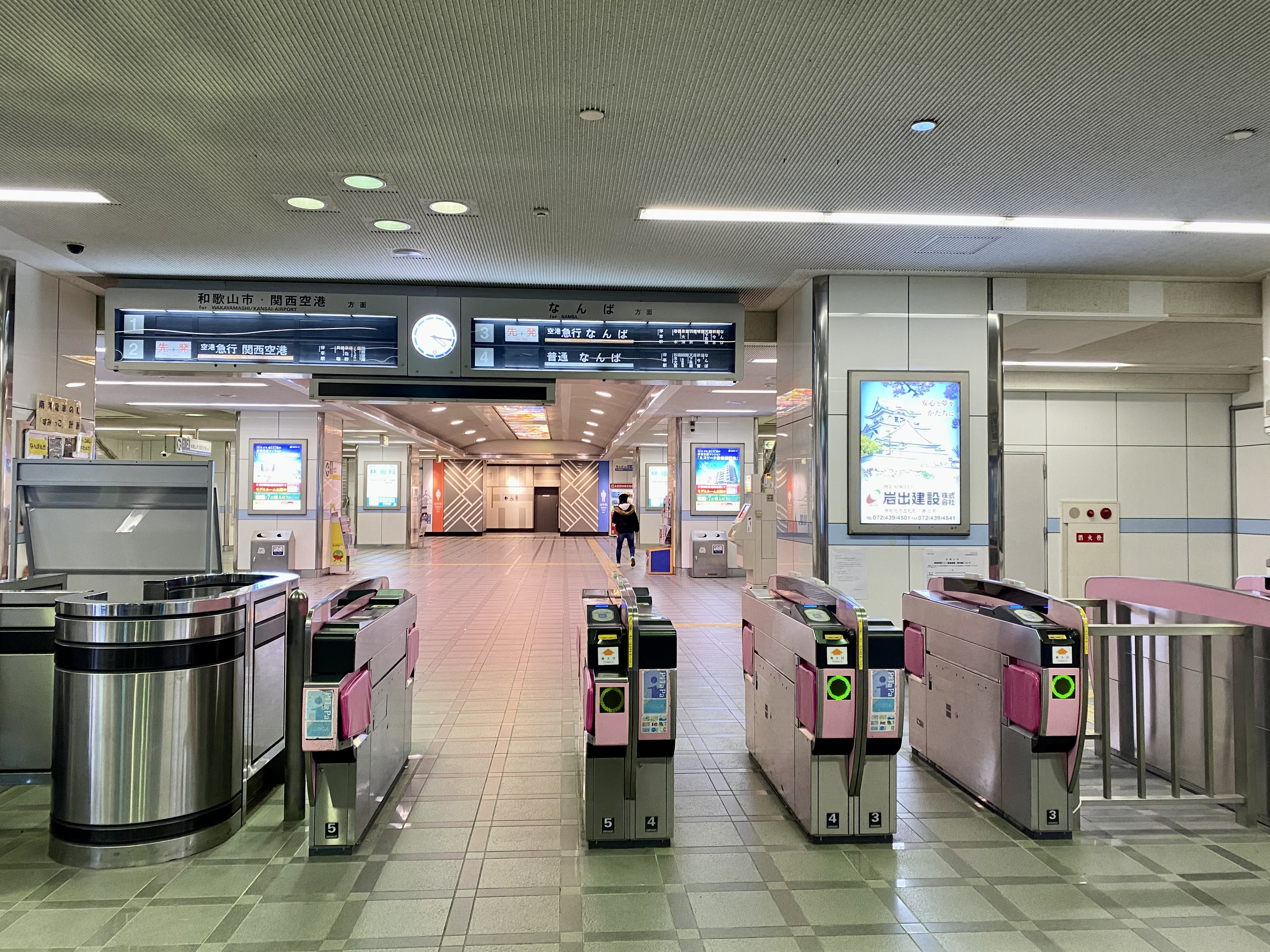
中央口改札

待避設備を備えた島式2面4線のホームを持つ高架駅である。ホーム自体は10両編成分あるが、現在の停車列車は8両編成以下である。このため、和歌山市寄り2両分は柵で仕切られており、立ち入りできない。
列車の出発時には、全列車に対して出発時機合図（≒発車ベル）が鳴動する。
現在の駅舎は3代目。先代は昭和初期に建てられたもので、半円型のステンドグラスが特徴的な洋風の駅舎だったが、現駅舎にも2代目駅舎をイメージしたステンドグラスや半円型のガラス窓などが施されている。
1階に改札、2階にホームがある。改札口は中央口と和歌山市駅寄りの南口があり、両口とも団体専用口を備えている。 中央口に改札とホームを結ぶエスカレータ・エレベータ、南口に同じくエスカレータが設置される。ホームは1・4番線が待避線で2・3番線が本線となっている。日中は特急「サザン」・「ラピートβ」と普通がそれぞれ緩急接続する。ラッシュ時には特急「サザン」・「ラピートα」・「ラピートβ」に追い抜かれる急行・空港急行・区間急行も存在する。
当駅には駅長が配置され、春木駅 - 二色浜駅の各駅を管轄している。
3階と4階および屋上は都市計画駐車場となっている。駐車場の出入口は駅西側3階にあり、スロープで難波駅側から入り和歌山市駅側へ出る。駐車場各階と駅西側1階を結ぶエレベータが設置される。

### のりば
| のりば | 路線   | 方向 | 行先                    |
| ------ | ------ | ---- | ----------------------- |
| 1・2   | 南海線 | 下り | 和歌山市・ 関西空港方面 |
| 3・4   | 南海線 | 上り | なんば方面              |

## 利用状況
2023年（令和5年）度の1日平均乗降人員は19,338人で、南海の駅（100駅）では羽衣駅に次いで15位である。
各年度・年次の1日平均利用状況は下表の通り。
| 年度/年次          | 年度別   | 年度別 | 年度別 | 年次別   | 年次別   | 年次別   | 出典       | 出典          |
| 年度/年次          | 乗降人員 | 増減率 | 順位   | 乗車人員 | 降車人員 | 乗降人員 | 南海       | 大阪府        |
| ------------------ | -------- | ------ | ------ | -------- | -------- | -------- | ---------- | ------------- |
| 1990年（平成02年） |          |        |        | 17,202   | 17,107   | 34,309   |            | [ 大阪府 1 ]  |
| 1991年（平成03年） |          |        |        | 16,950   | 16,841   | 33,791   |            | [ 大阪府 2 ]  |
| 1992年（平成04年） |          |        |        | 16,224   | 16,177   | 32,401   |            | [ 大阪府 3 ]  |
| 1993年（平成05年） |          |        |        | 15,688   | 15,665   | 31,353   |            | [ 大阪府 4 ]  |
| 1994年（平成06年） |          |        |        | 15,161   | 15,254   | 30,415   |            | [ 大阪府 5 ]  |
| 1995年（平成07年） |          |        |        | 14,472   | 14,620   | 29,092   |            | [ 大阪府 6 ]  |
| 1996年（平成08年） |          |        |        | 14,332   | 14,230   | 28,562   |            | [ 大阪府 7 ]  |
| 1997年（平成09年） |          |        |        | 13,589   | 13,457   | 27,046   |            | [ 大阪府 8 ]  |
| 1998年（平成10年） |          |        |        | 13,237   | 13,329   | 26,566   |            | [ 大阪府 9 ]  |
| 1999年（平成11年） |          |        |        | 12,878   | 13,126   | 26,004   |            | [ 大阪府 10 ] |
| 2000年（平成12年） |          |        |        | 12,627   | 12,886   | 25,513   |            | [ 大阪府 11 ] |
| 2001年（平成13年） |          |        |        | 12,307   | 12,539   | 24,846   |            | [ 大阪府 12 ] |
| 2002年（平成14年） |          |        |        | 12,205   | 12,473   | 24,678   |            | [ 大阪府 13 ] |
| 2003年（平成15年） |          |        |        | 11,965   | 12,174   | 24,139   |            | [ 大阪府 14 ] |
| 2004年（平成16年） |          |        |        | 11,699   | 11,892   | 23,591   |            | [ 大阪府 15 ] |
| 2005年（平成17年） |          |        |        | 11,648   | 11,860   | 23,508   |            | [ 大阪府 16 ] |
| 2006年（平成18年） |          |        |        | 11,722   | 11,970   | 23,692   |            | [ 大阪府 17 ] |
| 2007年（平成19年） |          |        |        | 11,853   | 12,057   | 23,910   |            | [ 大阪府 18 ] |
| 2008年（平成20年） |          |        |        | 11,823   | 12,033   | 23,856   |            | [ 大阪府 19 ] |
| 2009年（平成21年） |          |        |        | 11,563   | 11,819   | 23,382   |            | [ 大阪府 20 ] |
| 2010年（平成22年） |          |        |        | 11,495   | 11,730   | 23,225   |            | [ 大阪府 21 ] |
| 2011年（平成23年） |          |        |        | 11,467   | 11,589   | 23,056   |            | [ 大阪府 22 ] |
| 2012年（平成24年） |          |        |        | 11,473   | 11,565   | 23,038   |            | [ 大阪府 23 ] |
| 2013年（平成25年） | 23,039   | 0.0%   | 12位   | 11,338   | 11,700   | 23,038   | [ 南海 1 ] | [ 大阪府 24 ] |
| 2014年（平成26年） | 23,637   | 2.6%   | 11位   | 12,274   | 11,364   | 23,638   | [ 南海 1 ] | [ 大阪府 25 ] |
| 2015年（平成27年） | 24,020   | 1.6%   | 12位   | 12,626   | 11,421   | 24,047   | [ 南海 1 ] | [ 大阪府 26 ] |
| 2016年（平成28年） | 24,287   | 1.1%   | 12位   | 12,905   | 11,380   | 24,285   | [ 南海 2 ] | [ 大阪府 27 ] |
| 2017年（平成29年） | 23,945   | -1.4%  | 13位   | 12,620   | 11,327   | 23,947   | [ 南海 3 ] | [ 大阪府 28 ] |
| 2018年（平成30年） | 24,104   | 0.7%   | 13位   | 12,770   | 11,334   | 24,104   | [ 南海 4 ] | [ 大阪府 29 ] |
| 2019年（令和元年） | 23,549   | -2.3%  | 14位   | 12,506   | 11,071   | 23,577   | [ 南海 5 ] | [ 大阪府 30 ] |
| 2020年（令和02年） | 18,655   | -20.8% | 12位   | 10,093   | 8,561    | 18,654   | [ 南海 6 ] | [ 大阪府 31 ] |
| 2021年（令和03年） | 19,022   | 2.0%   | 13位   | 10,412   | 8,609    | 19,021   | [ 南海 7 ] | [ 大阪府 32 ] |
| 2022年（令和04年） | 21,257   | 11.7％ | 13位   | 11,786   | 9,472    | 21,258   | [ 南海 8 ] | [ 大阪府 33 ] |
| 2023年（令和05年） | 19,338   | -9.0%  | 15位   |          |          |          | [ 南海 9 ] |               |

## 駅周辺
中央口は東出口と西出口に分かれ、東出口にバス・タクシーターミナルがある。東出口から約900mで国道26号に、西出口から約800mで大阪臨海線に至る。西出口から西伸する5間幅の道路は昭和大通と呼ばれ、岸和田カンカンベイサイドモールに至るまで商店街となっている。南口も中央口同様東西に分かれるが、出口の区別はない。ただし、構内図等で南出口と表記されることがある。南口は市役所や旧市街地への最寄口となる。

### 公共施設
- 大阪府泉南府民センター
- 大阪府岸和田警察署
- 大阪府岸和田保健所
- 岸和田市役所
- 岸和田市立図書館
- 岸和田市立浪切ホール
- 岸和田市立自泉会館
- きしわだ自然資料館
- 岸和田市立福祉総合センター
- 岸和田市立中央体育館
- 岸和田市立野田プール
- 岸和田市立保健センター
- 岸和田郵便局（集配局・ゆうゆう窓口併設局）
  - ゆうちょ銀行岸和田店（大阪支店岸和田出張所）
- 岸和田駅前郵便局

### 学校
- 大阪府立岸和田高等学校
- 大阪府立和泉高等学校
- 岸和田市立産業高等学校
- 岸和田市立岸城中学校
- 岸和田市立中央小学校
- 岸和田市立浜小学校
- 岸和田市立城内小学校
- 岸和田市立東光小学校

### 商業施設
- Joshin岸和田店
- キリン堂岸和田野田店
- クスリのアオキ岸和田野田店
- 野田町商店街
- 岸和田駅前通商店街[9] - 昭和大通
- 城見橋筋商店街（通称：闇市）
- 寿栄広商店街 - 牛滝街道

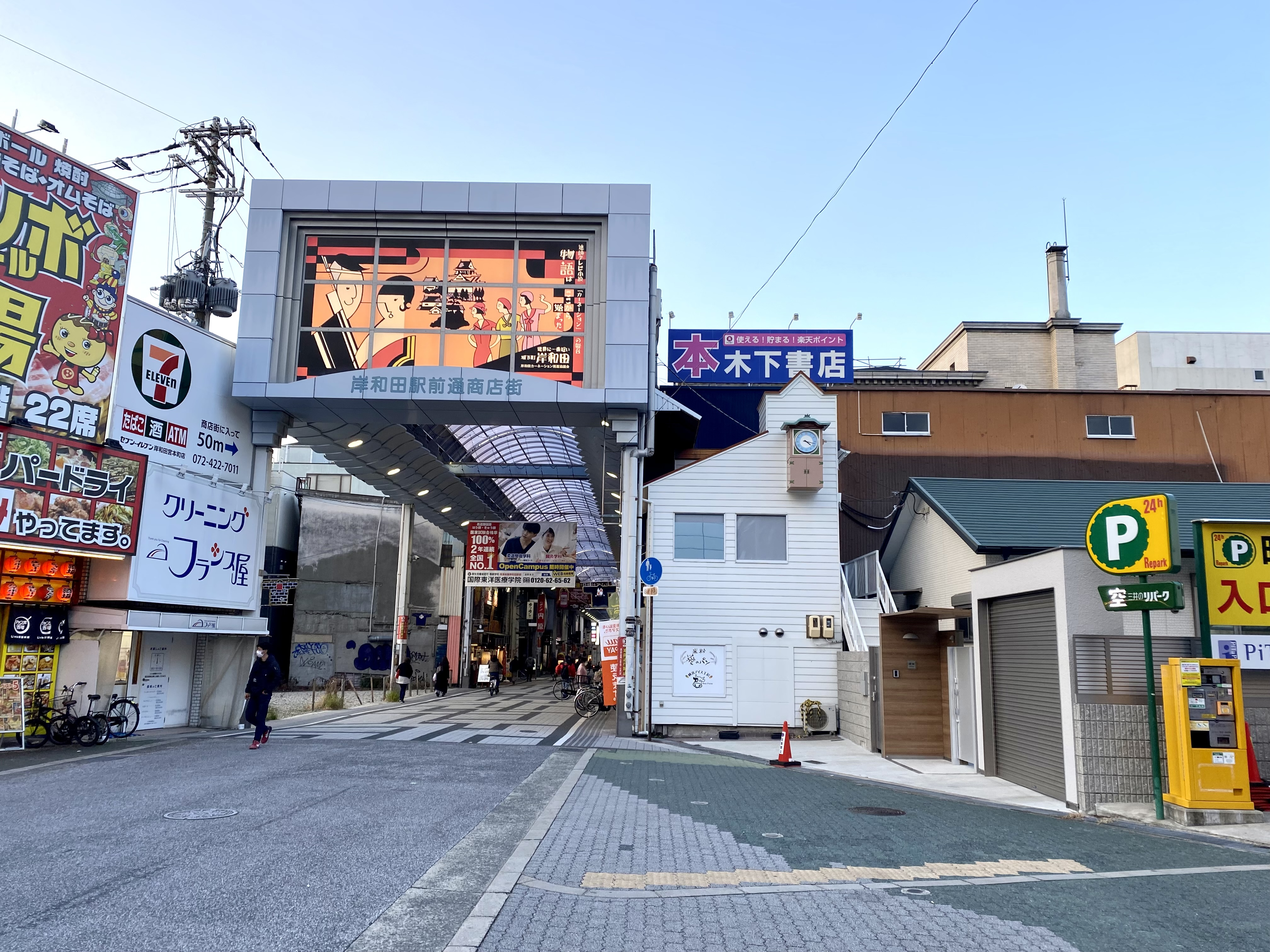
岸和田駅前通商店街

- かじやまち（旧・岸和田中央商店街） - 牛滝街道
- 岸和田本通り商店街 - 昭和大通
- コープ岸和田
- 岸和田カンカンベイサイドモール
  - ラ・ムー岸和田カンカン店
  - ユナイテッド・シネマ岸和田

### 宿泊施設
- ステーションホテルみやこ（旧ステーションホテル岸和田）
- APAホテル関空岸和田

### 金融機関
- 三菱UFJ銀行岸和田支店・泉佐野支店・和泉支店
- 三井住友銀行岸和田支店・泉南支店・佐野支店
- 関西みらい銀行岸和田支店・岸和田駅前支店
- 池田泉州銀行泉州営業部
- 大阪信用金庫岸和田支店
- 成協信用組合岸和田支店
- 大和証券岸和田支店
- いちよし証券岸和田支店
- 岩井コスモ証券岸和田支店
- 永和証券岸和田支店

### その他
- 岸和田城
- 岸城神社
- 岸和田天神宮
- 宮の池公園
- 岸和田駅前通り - 昭和62年度手づくり郷土賞（いきいきとした楽しい街並み）受賞。

## バス路線
一般路線バスは南海ウイングバスのみ。停留所名は「岸和田駅前」。岸和田市が運行するコミュニティバス「ローズバス」も同社が運行している。
| のりば | 路線名   | 系統・行先                        | 備考                                                        |
| ------ | -------- | --------------------------------- | ----------------------------------------------------------- |
| 1      | 牛滝線   | 611系統：牛滝山                   |                                                             |
| 1      | 牛滝線   | 613系統：白原車庫                 | 内畑経由                                                    |
| 2      | 福田線   | 622系統：道の駅愛彩ランド         | 土休日1本のみ運行。和泉大宮駅前経由                         |
| 2      | 福田線   | 622V系統：道の駅愛彩ランド        | 土休日の日中のみ運行。和泉大宮駅前・岸の丘町1丁目経由       |
| 2      | 福田線   | 623系統：道の駅愛彩ランド         | 朝のみ運行。岸和田警察署前経由                              |
| 2      | 福田線   | 623V系統：道の駅愛彩ランド        | 夕方以降に運行。岸和田警察署前・岸の丘町1丁目経由           |
| 3      | 東ヶ丘線 | 661系統：和泉中央駅               | 早朝1本および夕方以降の運行。荒木町経由                     |
| 3      | 東ヶ丘線 | 663系統：和泉中央駅               | 日中に運行。徳洲会病院経由                                  |
| 3      | 東ヶ丘線 | 665系統：和泉中央駅               | 平日1本のみ運行。市民病院前経由                             |
| 4      | 葛城線   | 641系統：塔原                     | 本数わずか。岸和田警察署前経由                              |
| 4      | 葛城線   | 642系統：塔原                     | 日中4本のみ運行。上古城経由                                 |
| 4      | 葛城線   | 643系統：白原車庫                 | 本数わずか。岸和田警察署前経由                              |
| 4      | 葛城線   | 644系統：白原車庫                 | 日中4本のみ運行。上古城経由                                 |
| 4      | 葛城線   | 645系統：一の宮・天神山循環右回り | 流木経由                                                    |
| 4      | 葛城線   | 647系統：一の宮・天神山循環右回り | 1日1本のみ運行。畑町経由                                    |
| 5      | 葛城線   | 654系統：天神山・一の宮循環左回り | 流木経由                                                    |
| 5      | 葛城線   | 656系統：天神山・一の宮循環左回り | 最終便のみ。654系統と同一経路で循環し、土生で運行を打ち切る |
| 5      | 葛城線   | 657系統：天神山・一の宮循環左回り | 1日2本のみ運行。畑町経由                                    |

### 高速バス
岸和田観光バスと平成エンタープライズの路線が発着。後者の停留所名は「岸和田駅」。
- 岸和田観光バス
  - SPA LINE 北陸：芦原温泉・山代温泉・片山津温泉方面
  - SPA LINE 鳴門・四国：鳴門公園方面

- 平成エンタープライズ
  - VIPライナー【夜行】：東京駅・川崎駅・横浜駅方面

## 隣の駅
南海電気鉄道
 南海本線
- ■特急「ラピートβ」停車駅

■特急「サザン」
堺駅 (NK11) - 岸和田駅 (NK24) - 泉佐野駅 (NK30)
■急行（下記以外の列車）
泉大津駅 (NK20) - 岸和田駅 (NK24) - 貝塚駅 (NK26)
■急行（泉佐野行きの列車）・■空港急行・■区間急行
春木駅 (NK22) - 岸和田駅 (NK24) - 貝塚駅 (NK26)
■準急（難波行きのみ運転）・■普通
和泉大宮駅 (NK23) - 岸和田駅 (NK24) - 蛸地蔵駅 (NK25)
- 括弧内は駅番号を示す。
- 野外イベント会場「泉大津フェニックス」で大型イベントが行われる際は、サザンが通常の隣の停車駅との間にある泉大津駅に臨時停車する場合がある。

### 記事本文

### 利用状況
1. ↑  ハンドブック南海 - 南海電鉄
2. ↑  大阪府統計年鑑 - 大阪府

#### 大阪府統計年鑑
1. ↑  大阪府統計年鑑（平成3年） (PDF)
2. ↑  大阪府統計年鑑（平成4年） (PDF)
3. ↑  大阪府統計年鑑（平成5年） (PDF)
4. ↑  大阪府統計年鑑（平成6年） (PDF)
5. ↑  大阪府統計年鑑（平成7年） (PDF)
6. ↑  大阪府統計年鑑（平成8年） (PDF)
7. ↑  大阪府統計年鑑（平成9年） (PDF)
8. ↑  大阪府統計年鑑（平成10年） (PDF)
9. ↑  大阪府統計年鑑（平成11年） (PDF)
10. ↑  大阪府統計年鑑（平成12年） (PDF)
11. ↑  大阪府統計年鑑（平成13年） (PDF)
12. ↑  大阪府統計年鑑（平成14年） (PDF)
13. ↑  大阪府統計年鑑（平成15年） (PDF)
14. ↑  大阪府統計年鑑（平成16年） (PDF)
15. ↑  大阪府統計年鑑（平成17年） (PDF)
16. ↑  大阪府統計年鑑（平成18年） (PDF)
17. ↑  大阪府統計年鑑（平成19年） (PDF)
18. ↑  大阪府統計年鑑（平成20年） (PDF)
19. ↑  大阪府統計年鑑（平成21年） (PDF)
20. ↑  大阪府統計年鑑（平成22年） (PDF)
21. ↑  大阪府統計年鑑（平成23年） (PDF)
22. ↑  大阪府統計年鑑（平成24年） (PDF)
23. ↑  大阪府統計年鑑（平成25年） (PDF)
24. ↑  大阪府統計年鑑（平成26年） (PDF)
25. ↑  大阪府統計年鑑（平成27年） (PDF)
26. ↑  大阪府統計年鑑（平成28年） (PDF)
27. ↑  大阪府統計年鑑（平成29年） (PDF)
28. ↑  大阪府統計年鑑（平成30年） (PDF)
29. ↑  大阪府統計年鑑（令和元年） (PDF)
30. ↑  大阪府統計年鑑（令和2年） (PDF)
31. ↑  大阪府統計年鑑（令和3年） (PDF)
32. ↑  大阪府統計年鑑（令和4年） (PDF)
33. ↑  大阪府統計年鑑（令和5年） (PDF)

#### ハンドブック南海
1. 1 2 3  ハンドブック南海2016 鉄道事業 (PDF)
2. ↑  ハンドブック南海2017 (PDF)
3. ↑  ハンドブック南海2018 (PDF)
4. ↑  ハンドブック南海2019 (PDF)
5. ↑  ハンドブック南海2020 (PDF)
6. ↑  ハンドブック南海2021 (PDF)
7. ↑  ハンドブック南海2022 (PDF)
8. ↑  ハンドブック南海2023 (PDF)
9. ↑  ハンドブック南海2024 (PDF)